# História Familiar
História Familiar é um filme de curta-metragem brasileiro dirigido por Tata Amaral e lançado no Museu da Imagem e Som em 1988. Lígia Cortez e Cassiano Ricardo fazem parte do elenco.

## Sinopse
É noite de sexta-feira. Pedro e Anastácia estão em casa, como milhões de outros casais paulistanos. Enclausurados na sala de estar do seu apartamento, o relacionamento de Pedro e Anastácia encontra uma oportunidade de revelar seu grau de desgaste. História Familiar retrata a banalidade cotidiana e o mal-estar afetivo contemporâneo.

## Ficha técnica
- Produção executiva: Bob Costa e Francisco César Filho
- Roteiro: José Roberto Sadek
- Argumento: Tata Amaral e Eduardo Santos Mendes
- Direção de fotografia: Kátia Coelho
- Montagem: Galileu Garcia Júnior
- Som: Eduardo Santos Mendes
- Cenografia: Lea Van Steen
- Figurino: Patrícia Ferraz
- Direção de produção: Moa Ramalho
- Elenco: Roberto Moreira